# Контраст (маскировочная сеть)
Комплект маскировочной сети «Контраст» — техническое средство маскировки бронетехники украинского производства. По данным разработчиков, изделие является уникальным и не имеет аналогов в мире.

## История
Маскировочный комплект был разработан специалистами ХКБМ им. Морозова, Харьковского национального университета им. В. Н. Каразина, харьковским институтом автоматизированных систем и предприятием «Современные волоконные материалы» для снижения заметности основного боевого танка «Оплот».
После завершения испытаний, летом 2013 года комплект был официально принят на вооружение вооружённых сил Украины.
Поскольку представленный в июле 2013 года выставочный комплект был изготовлен в «тропической» камуфлированной расцветке, есть основания предполагать, что они могли быть предложены для танков «Оплот-Т» (478ДУ9-Т), изготовленных на экспорт для вооружённых сил Таиланда.
После декларации независимости и вхождения Крыма в состав РФ в марте 2014 года находившееся в Севастополе предприятие «Современные волоконные материалы» оказалось в составе России.
Сведений о производстве комплектов «Контраст» для вооружённых сил Украины в период после марта 2014 года не имеется[уточнить].
В июне 2014 года комплект маскировочной сети «Контраст» уже не упоминался в перечне средств маскировки танка «Оплот».

## Описание
Маскировочная сеть изготовлена из двухслойной ткани с добавлением базальтовых волокон (это увеличило прочность изделия, устойчивость к истиранию, воздействию высоких температур и открытого пламени). По данным производителя, сеть устойчива к воздействию нефтепродуктов и смазочных масел, и снижает заметность техники в инфракрасном, радиотепловом и радиолокационном диапазоне.
Сообщается, что расцветка сети подбирается индивидуально для каждого комплекта (в зависимости от конкретного образца бронетехники и условий его применения).